# Vrouwenmarathon van Tokio 2005
De Vrouwenmarathon van Tokio 2005 vond plaats op zondag 21 november 2004. Het was de 27e editie van deze marathon. Aan deze wedstrijd mochten alleen elite vrouwen deelnemen.
De wedstrijd werd gewonnen door de Japanse Naoko Takahashi in 2:24.39. Aangezien het evenement dit jaar ook dienstdeed als Japans kampioenschap op de marathon, won zij tevens de nationale titel.

## Uitslag
| rang   | naam                  | land | tijd    |
| ------ | --------------------- | ---- | ------- |
| Goud   | Naoko Takahashi       | JPN  | 2:24.39 |
| Zilver | Živilė Balčiūnaitė    | LTU  | 2:25.15 |
| Brons  | Elfenesh Alemu        | ETH  | 2:26.50 |
| 4      | Svetlana Zacharova    | RUS  | 2:26.55 |
| 5      | Mara Yamauchi         | ENG  | 2:27.38 |
| 6      | Beatrice Omwanza      | KEN  | 2:32.10 |
| 7      | Rie Matsuoka          | JPN  | 2:32.14 |
| 8      | Lauren Shelley        | AUS  | 2:33.42 |
| 9      | Jackie Fairweather    | AUS  | 2:35.57 |
| 10     | Maria-Mihaela Prundus | ROU  | 2:37.16 |
| 11     | Yumiko Minato         | JPN  | 2:38.09 |
| 12     | Yuko Sato             | JPN  | 2:38.23 |
| 13     | Hitomi Koike          | JPN  | 2:38.47 |
| 14     | Kerryn McCann         | AUS  | 2:39.35 |
| 15     | Asako Yamazaki        | JPN  | 2:39.55 |
| 16     | Mika Hikita           | JPN  | 2:40.31 |
| 17     | Yoshiko Ichikawa      | JPN  | 2:42.08 |
| 18     | Harumi Matsumoto      | JPN  | 2:42.32 |
| 19     | Hiromi Yamamoto       | JPN  | 2:42.54 |
| 20     | Risa Mizutani         | JPN  | 2:43.10 |
| 21     | Hiroko Sho            | JPN  | 2:43.12 |
| 22     | Emi Saegusa           | JPN  | 2:43.21 |
| 23     | Saori Kawai           | JPN  | 2:43.56 |
| 24     | Akiko Masuda          | JPN  | 2:45.24 |
| 25     | Ichiyo Naganuma       | JPN  | 2:45.55 |

Tokyo International Marathon (alleen mannen)

1981 · 1982 · 1983 · 1984 · 1985 · 1986 · 1987 · 1988 · 1989 · 1990 · 1991 · 1992 · 1993 · 1994 · 1995 · 1996 · 1997 · 1998 · 1999 · 2000 · 2001 · 2002 · 2003 · 2004 · 2005 · 2006

Tokyo International Women's Marathon (alleen vrouwen)

1979 · 1980 · 1981 · 1982 · 1983 · 1984 · 1985 · 1986 · 1987 · 1988 · 1989 · 1990 · 1991 · 1992 · 1993 · 1994 · 1995 · 1996 · 1997 · 1998 · 1999 · 2000 · 2001 · 2002 · 2003 · 2004 · 2005 · 2006 · 2007 · 2008

Tokyo Marathon (beide)

2007 · 2008 · 2009 · 2010 · 2011 · 2012 · 2013 · 2014 · 2015 · 2016 · 2017 · 2018 · 2019 · 2020 · 2021 · 2022 · 2023 · 2024